# Benita von Falkenhayn
Benita Úrsula von Falkenhayn, apellido de soltera von Zollikofer-Altenklingen (14 de agosto de 1900 – 18 de febrero de 1935) fue una baronesa alemana que sirvió como espía para la Segunda República Polaca.

## Biografía
Falkenhayn nació en Berlín en la familia Zollikofer, que durante siglos había ocupado el castillo de Altenklingen, en la región suiza de Turgovia . Primero se casó con el teniente mayor retirado, Müller-Eckhardt (1920-1922) y después, con su amigo de la infancia, el teniente mayor retirado Richard von Falkenhayn (1923-1930), quien era pariente lejano del general Erich von Falkenhayn de la Primera Guerra Mundial. Ella tomó el nombre de von Falkenhayn en su segundo matrimonio. Sin embargo, la pareja se divorció el 18 de diciembre de 1930 por mutuo acuerdo, y el 18 de octubre de 1932 se casó con el ingeniero aeronáutico y barón, Josef von Berg, de ahí que su nombre fuera en realidad Baronesa Benita Úrsula von Berg. Este tercer matrimonio fue anulado por un tribunal el 19 de octubre de 1934, cuando ya estaba detenida, tras lo cual volvió a adoptar el nombre de su segundo marido.
A fines de la década de 1920, Falkenhayn se hizo amiga del agente de inteligencia polaco y mayor Jerzy Sosnowski, a quien había conocido en las carreras de caballos, y se convirtió en su amante. Él la hizo socializar con los empleados del Ministerio de la Reichswehr para obtener documentos secretos sobre los preparativos para una invasión alemana de Polonia. Al menos desde 1932, sus actividades fueron monitoreadas por la agencia de inteligencia Abwehr, y tras el descubrimiento de las actividades de Sosnowki el 27 de febrero de 1934, Falkenhayn fue arrestada junto con su amiga Renate von Natzmer, su otra amante. Un año después, el 16 de febrero de 1935, ambas mujeres fueron declaradas culpables de espionaje y traición en un juicio ante el Tribunal Popular y condenadas a muerte. Dos días después, después de que se rechazaran las solicitudes de clemencia, se convirtieron en dos de las últimas personas en Alemania en ser decapitadas con un hacha, en el patio de la prisión de Plötzensee en Berlín. En 1936, Adolf Hitler decretó que las futuras ejecuciones debían ser en la horca o guillotina. Sus ejecuciones fueron realizadas por Carl Gröpler y, sin embargo, no fueron las últimas con hacha; Se cree que la última decapitación manual legal en Alemania fue la de Olga Bancic, en 1944 durante la guerra.
El esposo divorciado de Falkenhayn, Richard von Falkenhayn, también fue arrestado, pero tuvo que ser liberado después de que no se pudieron encontrar pruebas de su participación. Sus esfuerzos por salvar a su exesposa fueron en vano.